# BBQ Brasil: Churrasco na Brasa
BBQ Brasil: Churrasco na Brasa foi um talent show brasileiro exibido pelo SBT desde 13 de fevereiro de 2016. O formato foi baseado no original BBQ Champ, criado em 2015 pela rede britânica ITV para concorrer com o The Great British Bake Off da BBC One, formato que também foi comprado pelo SBT, que o exibiu como Bake Off Brasil: Mão na Massa. Na 1ª temporada, o programa foi apresentado por Ticiana Villas Boas, que também apresentava o Bake Off Brasil, e tinha como jurados o chef de cozinha Carlos Bertolazzi, então apresentador da versão brasileira de Hell's Kitchen, e o especialista em churrascos Rogério de Betti. Na 2ª temporada, Chris Flores assumiu a apresentação, e os jurados passaram a ser Carlos Tossi e Danielle Dahoui. Na 3ª temporada Chris Flores segue na apresentação e a Chef Danielle Dahoui no júri, e o Chef Carlos Bertolazzi voltou a compôr o júri.
O reality trata-se de uma competição entre 14 churrasqueiros amadores, que durante 14 semanas concorrerão ao título de "Melhor Churrasqueiro Amador do Brasil", além de um prêmio no valor 50 mil reais em barras de ouro e R$ 24 mil em compras na rede de varejo Extra e uma tonelada de produtos da Friboi, ambos patrocinadores do programa. As provas realizadas durante os episódios do programa possuem as categorias criativo, que testará a criatividade; equipe, no qual terão que cozinhar para um grande número de pessoas; e a prova de fogo, para os participantes que tiverem desempenho fraco durante o episódio inteiro. Na terceira temporada o SBT passou a ser própria produtora e confirmou a volta de Carlos Bertolazzi ao júri fazendo dupla com Danielle Dahoui.

## História

### Antecedentes
O canal de televisão ITV, do Reino Unido, vendo o sucesso no qual a concorrente BBC One vinha conseguindo com o The Great British Bake Off, que já estava em sua sexta temporada, decidiu criar um concurso com um formato parecido para concorrer no mesmo horário. Assim, entrava no ar o BBQ Champ, uma batalha entre churrasqueiros, diferentemente do Bake Off, que é um concurso entre doceiros. O programa estreou em 31 de julho de 2015, teve cinco episódios e não conseguiu o objetivo de alcançar a audiência do Bake Off. Como não conseguiu cumprir com o seu objetivo, a ITV decidiu que não irá fazer uma nova temporada do programa.
O SBT, vendo o sucesso com qual a Band vinha atingindo com a versão brasileira de MasterChef, decidiu comprar um formato semelhante para inserir em sua programação. Assim, no final de 2014, estreou nas noites de sábado o Cozinha sob Pressão, que posteriormente foi renomeado para o título original, Hell's Kitchen. Com a boa audiência do programa, o SBT decidiu dedicar a faixa noturna dos sábados para competições culinárias. Após o fim da segunda temporada de Cozinha sob Pressão, em 2015, estreou o Bake Off Brasil - Mão na Massa, mantendo os índices atingidos pela emissora no horário. Enquanto exibia o Bake Off, o SBT adquiriu o formato do BBQ Champ da ITV, que tinha acabado de ser exibido.

### Produção
Após comprar o formato, o SBT começou a preparar a produção do programa. A produtora Formata foi contratada para fazer a produção do programa, seguida da convocação de dois contatados da casa para o elenco do programa: Ticiana Villas Boas como apresentadora, mesmo papel que desempenhou em Bake Off Brasil, e como jurado Carlos Bertolazzi, apresentador de Hell's Kitchen. Posteriormente, o especialista em churrascos Rogério de Betti foi contratado como o segundo jurado da atração. A direção do programa ficou por conta de Adriana Cechetti, a mesma de Bake Off Brasil e da terceira temporada de Hell's Kitchen.
As gravações da primeira temporada do programa se iniciaram no penúltimo final de semana de janeiro, em um sítio situado no interior de São Paulo. O SBT promoveu uma coletiva de imprensa para apresentar o programa aos jornalistas e blogueiros no dia 3 de fevereiro, no CDT da Anhanguera.

## Apresentação
| Apresentador(a)     | Temporadas | Temporadas | Temporadas |
| Apresentador(a)     | 1          | 2          | 3          |
| ------------------- | ---------- | ---------- | ---------- |
| Ticiana Villas Boas |            |            |            |
| Chris Flores        |            |            |            |

## Jurados
| Jurado(a)         | Temporadas | Temporadas | Temporadas |
| Jurado(a)         | 1          | 2          | 3          |
| ----------------- | ---------- | ---------- | ---------- |
| Carlos Bertolazzi |            |            |            |
| Rogério de Betti  |            |            |            |
| Carlos Tossi      |            |            |            |
| Danielle Dahoui   |            |            |            |

## 1.ª temporada

### Participantes
| Participantes                                                 | Idade | Ocupação                                  | Resultado                               | Refs.                |
| ------------------------------------------------------------- | ----- | ----------------------------------------- | --------------------------------------- | -------------------- |
| Ricardo Antônio                                               | 55    | Porteiro                                  | 1º eliminado em 13 de fevereiro de 2016 | [ 29 ] [ 30 ] [ 31 ] |
| José Eduardo                                                  | 49    | Fabricante de Equipamentos para churrasco | 2º eliminado em 20 de fevereiro de 2016 | [ 29 ] [ 32 ] [ 33 ] |
| Raphael Santos (Retornou em 2 de abril de 2016)               | 34    | Muambeiro                                 | 3º eliminado em 27 de fevereiro de 2016 | [ 29 ] [ 34 ] [ 35 ] |
| Maria da Glória                                               | 65    | Aposentada                                | 4ª eliminada em 5 de março de 2016      | [ 29 ] [ 36 ] [ 37 ] |
| Bruno Wolf (Retornou em 2 de abril de 2016)                   | 32    | Desempregado                              | 5º eliminado em 12 de março de 2016     | [ 29 ] [ 38 ] [ 39 ] |
| Cedeni Azevedo                                                | 31    | Empresária                                | 6ª eliminada em 19 de março de 2016     | [ 29 ] [ 40 ] [ 41 ] |
| Aline Marinho                                                 | 29    | Veterinária                               | 7ª eliminada em 26 de março de 2016     | [ 29 ] [ 42 ] [ 43 ] |
| Repescagem: Bruno Wolf e Raphael Santos em 2 de abril de 2016 |       |                                           |                                         |                      |
| Bruno Panhoca                                                 | 42    | Publicitário                              | 8º eliminado em 9 de abril de 2016      | [ 29 ] [ 44 ]        |
| Albervan Luz                                                  | 39    | Analista de sistemas                      | 9º eliminado em 16 de abril de 2016     | [ 29 ] [ 45 ]        |
| Bruno Wolf                                                    | 32    | Desempregado                              | 10º eliminado em 23 de abril de 2016    | [ 29 ] [ 38 ]        |
| Cláudio Sander                                                | 34    | Executivo                                 | 11º eliminado em 30 de abril de 2016    | [ 29 ] [ 46 ]        |
| Katucha Inocênio                                              | 32    | Confeiteira                               | 12ª eliminada em 7 de maio de 2016      | [ 29 ] [ 47 ]        |
| Raphael Santos                                                | 34    | Muambeiro                                 | 13º eliminado em 14 de maio de 2016     | [ 29 ] [ 34 ]        |
| Carlão Carvalho                                               | 38    | Protético                                 | 3º lugar em 14 de maio de 2016          | [ 29 ] [ 48 ]        |
| Joana Angélica                                                | 26    | Zootecnista                               | 2º lugar em 14 de maio de 2016          | [ 29 ] [ 49 ]        |
| Isabela Dellal                                                | 33    | Nutricionista                             | Vencedora em 14 de maio de 2016         | [ 29 ] [ 50 ]        |

### Audiência
Os pontos de audiência são baseados em dados apurados e divulgados pelo Kantar IBOPE Media. Eles são medidos na Região Metropolitana de São Paulo e cada um desses ponto equivalem a aproximadamente 69 mil domicílios.
| Data de exibição        | Audiência (em pontos) | Ref.          |
| ----------------------- | --------------------- | ------------- |
| 13 de fevereiro de 2016 | 5.7                   | [ 52 ] [ 53 ] |
| 20 de fevereiro de 2016 | 5.6                   | [ 54 ]        |
| 27 de fevereiro de 2016 | 6.2                   | [ 55 ]        |
| 5 de março de 2016      | 4.3                   | [ 56 ]        |
| 12 de março de 2016     | 5.6                   | [ 57 ]        |
| 19 de março de 2016     | 6.2                   | [ 58 ]        |
| 26 de março de 2016     | 5.0                   | [ 59 ]        |
| 2 de abril de 2016      | 5.8                   | [ 60 ]        |
| 9 de abril de 2016      | 6.4                   | [ 61 ]        |
| 16 de abril de 2016     | 6.2                   | [ 62 ]        |
| 23 de abril de 2016     | 5.8                   | [ 63 ]        |
| 30 de abril de 2016     | 6.8                   | [ 64 ]        |
| 7 de maio de 2016       | 6.9                   | [ 65 ]        |
| 14 de maio de 2016      | 7.4                   | [ 66 ]        |
| Média Geral             | 6.0                   |               |

## 2.ª temporada
A segunda temporada do BBQ Brasil: Churrasco na Brasa estreou pelo SBT em 12 de agosto de 2017, às 18h15. O programa é apresentado por Chris Flores, que substitui Ticiana Villas Boas após a mesma ser afastada da emissora, e têm como jurados a chefe de cozinha Danielle Dahoui, então apresentadora da versão brasileira de Hell's Kitchen, e o especialista em churrascos Carlos Tossi. Esta edição está sendo marcada com diversas provas de usar técnicas com as carnes. Um exemplo foi a técnica reverse sear.

### Participantes
| Participantes                                                                      | Idade | Ocupação                | Origem    | Resultado                               | Refs.  |
| ---------------------------------------------------------------------------------- | ----- | ----------------------- | --------- | --------------------------------------- | ------ |
| Larissa Morales                                                                    | 30    | Dona de Casa            | São Paulo | 1ª eliminada em 12 de agosto de 2017    | [ 68 ] |
| Érika Kobayashi                                                                    | 25    | Designer de interiores  | São Paulo | 2ª eliminada em 19 de agosto de 2017    | [ 69 ] |
| Dimas Rosa                                                                         | 51    | Massoterapeuta          | São Paulo | 3º eliminado em 26 de agosto de 2017    | [ 70 ] |
| Jefferson Taboada                                                                  | 43    | Empresário              | Santos    | 4º eliminado em 2 de setembro de 2017   | [ 71 ] |
| Jesiel da Silva                                                                    | 19    | Cozinheiro              | Araras    | 5º eliminado em 9 de setembro de 2017   | [ 72 ] |
| Rafael Soares (Retornou em 23 de setembro de 2017)                                 | 30    | Publicitário            | Mairiporã | 6º eliminado em 16 de setembro de 2017  | [ 73 ] |
| Repescagem: Rafael Soares em 23 de setembro de 2018                                |       |                         |           |                                         |        |
| Kalie Duarte (Retornou em 11 de novembro de 2017)                                  | 28    | Vendedora de Cosméticos | Goiânia   | 7ª eliminada em 23 de setembro de 2017  | [ 74 ] |
| Daniel Czernucha (Retornou em 11 de novembro de 2017)                              | 39    | Analista de Software    | São Paulo | 8º eliminado em 30 de setembro de 2017  | [ 75 ] |
| Felipe Ferrari                                                                     | 35    | Planejador financeiro   | São Paulo | 9º eliminado em 14 de outubro de 2017   | [ 76 ] |
| Mayara Colonhesi                                                                   | 27    | Empreendedora           | Maringá   | 9ª eliminada em 14 de outubro de 2017   | [ 77 ] |
| Ariane Faria (Retornou em 11 de novembro de 2017)                                  | 32    | Cozinheira              | São Paulo | 10ª eliminada em 21 de outubro de 2017  | [ 78 ] |
| Helô Palácio                                                                       | 33    | Blogueira               | Marília   | 11ª eliminada em 4 de novembro de 2017  | [ 79 ] |
| Repescagem: Ariane Faria, Daniel Czernucha e Kalie Duarte em 3 de novembro de 2018 |       |                         |           |                                         |        |
| Kalie Duarte                                                                       | 28    | Vendedora de Cosméticos | Goiânia   | 12ª eliminada em 18 de novembro de 2017 | [ 80 ] |
| Rafael Soares                                                                      | 30    | Publicitário            | Mairiporã | 14º eliminado em 25 de novembro de 2017 | [ 81 ] |
| Madson Bessa                                                                       | 39    | Empresário              | São Paulo | 15º eliminado em 2 de dezembro de 2017  | [ 82 ] |
| Daniel Czernucha                                                                   | 39    | Analista de Software    | São Paulo | 16º eliminado em 9 de dezembro de 2017  | [ 83 ] |
| Marcinho Giudicissi                                                                | 29    | Food Trucker            | São Paulo | 17º eliminado em 16 de dezembro de 2017 | [ 84 ] |
| Ariane Faria                                                                       | 32    | Cozinheira              | São Paulo | 3º lugar em 16 de dezembro de 2017      | [ 85 ] |
| Carlos Tellez                                                                      | 31    | Importador              | Bogotá    | 2º lugar em 16 de dezembro de 2017      | [ 86 ] |
| Fernando Schimanoski                                                               | 34    | Hoteleiro               | Canela    | Vencedor em 16 de dezembro de 2017      | [ 87 ] |

### Audiência
| Data de exibição       | Audiência (em pontos) | Ref.    |
| ---------------------- | --------------------- | ------- |
| 12 de agosto de 2017   | 4.7                   | [ 88 ]  |
| 19 de agosto de 2017   | 6.2                   | [ 89 ]  |
| 26 de agosto de 2017   | 4.7                   | [ 90 ]  |
| 2 de setembro de 2017  | 5.5                   | [ 91 ]  |
| 9 de setembro de 2017  | 5.4                   | [ 92 ]  |
| 16 de setembro de 2017 | 4.7                   | [ 93 ]  |
| 23 de setembro de 2017 | 5.2                   | [ 94 ]  |
| 30 de setembro de 2017 | 6.2                   | [ 95 ]  |
| 7 de outubro de 2017   | 6.7                   | [ 96 ]  |
| 14 de outubro de 2017  | 5.7                   | [ 97 ]  |
| 21 de outubro de 2017  | 4.7                   | [ 98 ]  |
| 4 de novembro de 2017  | 5.0                   | [ 99 ]  |
| 11 de novembro de 2017 | 5.0                   | [ 100 ] |
| 18 de novembro de 2017 | 5.3                   | [ 101 ] |
| 25 de novembro de 2017 | 4.7                   | [ 102 ] |
| 2 de dezembro de 2017  | 6.0                   | [ 103 ] |
| 9 de dezembro de 2017  | 4.1                   | [ 104 ] |
| 16 de dezembro de 2017 | 4.0                   | [ 105 ] |
| Média Geral            | 5.2                   |         |

## 3.ª temporada
A terceira temporada do BBQ Brasil: Churrasco na Brasa estreou pelo SBT em 15 de setembro de 2018, às 18h15. Assim como na temporada anterior o programa é apresentado por Chris Flores,  e têm como jurados a chefe de cozinha Danielle Dahoui e o chefe e apresentador Carlos Bertolazzi retorna, substituindo o especialista em churrascos Carlos Tossi.

### Participantes
| Participantes                                                                        | Idade | Ocupação                  | Origem               | Resultado                               | Refs. |
| ------------------------------------------------------------------------------------ | ----- | ------------------------- | -------------------- | --------------------------------------- | ----- |
| Cristina Araújo                                                                      | 32    | Contabilista              | São Paulo            | 1ª eliminada em 15 de setembro de 2018  |       |
| Rômulo Germano (Retornou em 3 de novembro de 2018)                                   | 32    | Veterinário               | Governador Valadares | 2º eliminado em 22 de setembro de 2018  |       |
| Gabriela Gutierrez                                                                   | 32    | Assistente Administrativo | Bragança Paulista    | 3ª eliminada em 29 de setembro de 2018  |       |
| Luciene Benedicto                                                                    | 42    | Personal chef             | São Paulo            | 4ª eliminada em 6 de outubro de 2018    |       |
| Anna Beatriz Madeira                                                                 | 25    | Estudante                 | Brasília             | 5ª eliminada em 13 de outubro de 2018   |       |
| Fernando Possenti (Retornou em 3 de novembro de 2018)                                | 40    | Personal chef             | Rio Grande do Sul    | 6º eliminado em 20 de outubro de 2018   |       |
| Déa Martins (Retornou em 3 de novembro de 2018)                                      | 39    | Garçonete                 | Ribeirão Preto       | 7ª eliminada em 27 de outubro de 2018   |       |
| Repescagem: Déa Martins, Fernando Possenti e Rômulo Germano em 3 de novembro de 2018 |       |                           |                      |                                         |       |
| Roberto Hiroshi                                                                      | 33    | Vendedor                  | Mogi das Cruzes      | 8ª eliminado em 17 de novembro de 2018  |       |
| Déa Martins                                                                          | 39    | Garçonete                 | Ribeirão Preto       | 9ª eliminada em 17 de novembro de 2018  |       |
| Daniel Grand                                                                         | 26    | Engenheiro agrônomo       | Lençóis Paulista     | 10º eliminado em 24 de novembro de 2018 |       |
| Fernando Possenti                                                                    | 40    | Personal chef             | Rio Grande do Sul    | 11º eliminado em 1 de dezembro de 2018  |       |
| Fábio Alves                                                                          | 41    | Engenheiro químico        | Jundiaí              | 12º eliminado em 8 de dezembro de 2018  |       |
| Rômulo Germano                                                                       | 32    | Veterinário               | Governador Valadares | 3º lugar em 15 de dezembro de 2018      |       |
| Cecília Matias                                                                       | 37    | Chef de cozinha           | São Paulo            | 2º lugar em 15 de dezembro de 2018      |       |
| Lisa Torrano                                                                         | 35    | Empresária                | São Paulo            | Vencedora em 15 de dezembro de 2018     |       |

### Convidados especiais
- Chef Eudes Assis - Episódio 2
- Grupo Molejo - Episódio 4
- Chef Alejandro Peyrou - Episódio 5
- Chef Renato Galindo - Episódio 6
- Matheus Ceará - Episódio 7
- Chef Olivardo Saqui - Episódio 7
- Chef Renê Aduan Jr. - Episódio 7
- Chef Renato Galindo - Episódio 9
- Chef Renato Galindo - Episódio 11
- Trio Parada Dura - Episódio 11
- Bruna Viola - Episódio 11
- Chef Daniel Lee - Episódio 11
- Matogrosso & Mathias - Episódio 12
- Chef Jeferson Finger - Episódio 12
- Chef Fernando Schimanoski - Episódio 13
- Chef Marcelo Shimbo - Episódio 13

### Eliminação
| 1  | Lisa         | MD | EP | VD | MD | EV | IM | AD | EP | VD  | MD | EP | BD | MD | EV | IM  | MD | EV | IM | VD | EP | IM | NP  | MD | EP | IM | VD | EP | IM | MD | EV | IM | AD | EV | IM | VD | IM | VENCEDORA |  |  |  |  |  |  |  |  |  |  |  |  |  |  |  |  |  |  |  |  |  |  |  |  |  |  |  |  |  |  |  |  |  |  |  |  |  |  |  |  |  |  |  |
| 2  | Cecilia      | MD | EV | IM | MD | EV | IM | MD | EV | IM  | AD | EV | IM | MD | EV | IM  | VD | EP | IM | MD | EV | IM | NP  | AD | EV | IM | AD | EV | IM | MD | EP | BD | AD | EV | IM | AD | VD | 2º LUGAR  |  |  |  |  |  |  |  |  |  |  |  |  |  |  |  |  |  |  |  |  |  |  |  |  |  |  |  |  |  |  |  |  |  |  |  |  |  |  |  |  |  |  |  |
| 3  | Rômulo       | MD | EV | IM | MD | EP | EL |    |    |     |    |    |    |    |    |     |    |    |    |    |    |    | RET | VD | EP | VD | AD | EP | BD | MD | EV | IM | VD | EP | VD | AD | EL |           |  |  |  |  |  |  |  |  |  |  |  |  |  |  |  |  |  |  |  |  |  |  |  |  |  |  |  |  |  |  |  |  |  |  |  |  |  |  |  |  |  |  |  |
| 4  | Fábio        | MD | EP | IM | MD | EP | BD | AD | EV | IM  | MD | EP | IM | MD | EV | IM  | MD | EV | IM | MD | EV | IM | NP  | MD | EV | IM | BD | EV | VD | AD | EP | VD | AD | EP | EL |    |    |           |  |  |  |  |  |  |  |  |  |  |  |  |  |  |  |  |  |  |  |  |  |  |  |  |  |  |  |  |  |  |  |  |  |  |  |  |  |  |  |  |  |  |  |
| 5  | Fernando     | VD | EP | IM | MD | EV | IM | MD | EP | VD  | MD | EP | VD | VD | EV | IM  | AD | EV | EL |    |    |    | RET | MD | EV | IM | AD | EV | IM | VD | EP | EL |    |    |    |    |    |           |  |  |  |  |  |  |  |  |  |  |  |  |  |  |  |  |  |  |  |  |  |  |  |  |  |  |  |  |  |  |  |  |  |  |  |  |  |  |  |  |  |  |  |
| 6  | Daniel       | AD | EP | BD | MD | EP | IM | VD | EV | IM  | MD | EV | IM | MD | EP | VD  | MD | EP | BD | MD | EP | VD | NP  | MD | EP | IM | AD | EP | EL |    |    |    |    |    |    |    |    |           |  |  |  |  |  |  |  |  |  |  |  |  |  |  |  |  |  |  |  |  |  |  |  |  |  |  |  |  |  |  |  |  |  |  |  |  |  |  |  |  |  |  |  |
| 7  | Déa          | MD | EV | IM | MD | EV | IM | MD | EV | IM  | VD | EV | IM | MD | EP | BD  | MD | EP | VD | MD | EV | EL | RET | MD | EP | EL |    |    |    |    |    |    |    |    |    |    |    |           |  |  |  |  |  |  |  |  |  |  |  |  |  |  |  |  |  |  |  |  |  |  |  |  |  |  |  |  |  |  |  |  |  |  |  |  |  |  |  |  |  |  |  |
| 8  | Roberto      | MD | EP | IM | MD | EP | IM | MD | EV | IM  | AD | EV | IM | MD | EP | SPD | MD | EP | IM | MD | EP | BD | NP  | AD | EV | EL |    |    |    |    |    |    |    |    |    |    |    |           |  |  |  |  |  |  |  |  |  |  |  |  |  |  |  |  |  |  |  |  |  |  |  |  |  |  |  |  |  |  |  |  |  |  |  |  |  |  |  |  |  |  |  |
| 9  | Anna Beatriz | MD | EV | IM | MD | EV | IM | AD | EP | SPD | MD | EV | IM | MD | EP | EL  |    |    |    |    |    |    |     |    |    |    |    |    |    |    |    |    |    |    |    |    |    |           |  |  |  |  |  |  |  |  |  |  |  |  |  |  |  |  |  |  |  |  |  |  |  |  |  |  |  |  |  |  |  |  |  |  |  |  |  |  |  |  |  |  |  |
| 10 | Luciene      | MD | EV | IM | VD | EV | IM | MD | EP | IM  | MD | EP | EL |    |    |     |    |    |    |    |    |    |     |    |    |    |    |    |    |    |    |    |    |    |    |    |    |           |  |  |  |  |  |  |  |  |  |  |  |  |  |  |  |  |  |  |  |  |  |  |  |  |  |  |  |  |  |  |  |  |  |  |  |  |  |  |  |  |  |  |  |
| 11 | Gabriela     | MD | EV | IM | MD | EP | VD | MD | EP | EL  |    |    |    |    |    |     |    |    |    |    |    |    |     |    |    |    |    |    |    |    |    |    |    |    |    |    |    |           |  |  |  |  |  |  |  |  |  |  |  |  |  |  |  |  |  |  |  |  |  |  |  |  |  |  |  |  |  |  |  |  |  |  |  |  |  |  |  |  |  |  |  |
| 12 | Cristina     | MD | EP | EL |    |    |    |    |    |     |    |    |    |    |    |     |    |    |    |    |    |    |     |    |    |    |    |    |    |    |    |    |    |    |    |    |    |           |  |  |  |  |  |  |  |  |  |  |  |  |  |  |  |  |  |  |  |  |  |  |  |  |  |  |  |  |  |  |  |  |  |  |  |  |  |  |  |  |  |  |  |

Legenda
| (VENCEDOR) Venceu a competição (2.º LUGAR) Segundo lugar (VD) Venceu o desafio (SMD) Segundo melhor desempenho (TMD) Terceiro melhor desempenho (AD) Alto desempenho (MD) Médio desempenho (BD) Baixo desempenho (TPD) Terceiro pior desempenho (SPD) Segundo pior desempenho (EL) Eliminado | (NP) Não participou da prova (EV) A Equipe Azul foi a vencedora (EP) A Equipe Azul foi a perdedora (EV) A Equipe Vermelha foi a vencedora (EP) A Equipe Vermelha foi a perdedora (EV) A Equipe Amarela foi a vencedora (EP) A Equipe Amarela foi a perdedora (EV) A Equipe Verde foi a vencedora (EP) A Equipe Verde foi a perdedora (DV) Fez parte da dupla vencedora (DP) Fez parte de uma dupla perdedora (IM) Imune (RET) Retornou à competição. (DE) Desistiu da competição. |

### Audiência
| Data de exibição       | Audiência (em pontos) | Ref.    |
| ---------------------- | --------------------- | ------- |
| 15 de setembro de 2018 | 6,5                   | [ 106 ] |
| 22 de setembro de 2018 | 5,0                   | [ 107 ] |
| 29 de setembro de 2018 | 5,1                   | [ 108 ] |
| 6 de outubro de 2018   | 6,1                   | [ 109 ] |
| 13 de outubro de 2018  | 5,5                   | [ 110 ] |
| 20 de outubro de 2018  | 6,0                   | [ 111 ] |
| 27 de outubro de 2018  | 5,4                   | [ 112 ] |
| 3 de novembro de 2018  | 4,9                   | [ 113 ] |
| 17 de novembro de 2018 | 5,2                   | [ 114 ] |
| 24 de novembro de 2018 | 4,7                   | [ 115 ] |
| 1 de dezembro de 2018  | 4,9                   | [ 116 ] |
| 8 de dezembro de 2018  | 4,8                   | [ 117 ] |
| 15 de dezembro de 2018 | 6,3                   |         |